# Western Desert Force
Western Desert Force  (Forza operativa del Deserto Occidentale) era la denominazione assegnata nell'estate 1940 alle truppe britanniche impegnate sul fronte libico-egiziano, durante la seconda guerra mondiale, contro l'Esercito italiano schierato in Libia al comando del maresciallo Graziani. Dopo una breve fase di ripiegamento in Egitto (settembre 1940), le forze britanniche, dopo aver ricevuto rinforzi meccanizzati, passarono alla controffensiva sbaragliando le truppe avversarie nel dicembre 1940.

## Storia

### Operazione Compass
Comandata dall'abile tenente generale Richard O'Connor, la Western Desert Force (dipendente ufficialmente da una organizzazione fittizia creata per impressionare gli italiani denominata Armata del Nilo e comandata dal generale Henry Maitland Wilson) era inizialmente costituita da due sole divisioni combattenti: la 7ª Divisione Corazzata e la 4ª Divisione fanteria anglo-indiana, che sferrarono il 9 dicembre 1940, la vittoriosa Operazione Compass a Sidi Barrani, coronata da uno straordinario successo.

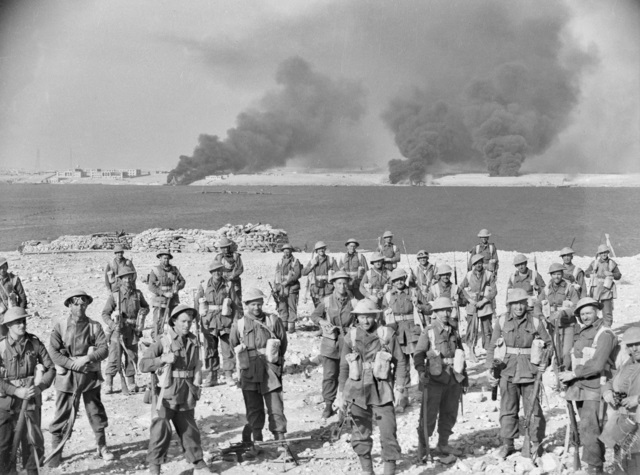
Truppe australiane della 6ª Divisione durante la battaglia di Tobruk del gennaio 1941.

Le forze complessive della Western Desert Force all'inizio dell'offensiva ammontavano a soli 31.000 uomini, ma potenziate da artiglierie moderne, da una efficiente aviazione e soprattutto da 275 carri armati (tra cui 57 carri pesanti Matilda e 176 carri medi Cruiser), e quindi disponevano di una notevole superiorità materiale di fronte alle disorganizzate e malamente schierate forze italiane.
Manovrando con grande slancio le sue moderne forze corazzate dotate di carri Matilda e Cruiser, il generale O'Connor aggirò facilmente le statiche guarnigioni italiane, catturando un gran numero di prigionieri e materiali, provocando un crollo morale tra le truppe e i comandi nemici e aprendosi la strada per una fulminea penetrazione in territorio libico.
Dopo la sostituzione della 4ª Divisione anglo-indiana con la 6ª Divisione fanteria australiana, la forza operativa del generale O'Connor proseguì energicamente l'offensiva in Cirenaica puntando verso Bardia e Tobruk e giungendo a metà febbraio 1941 fino al golfo della Sirte, dopo aver distrutto l'intera 10ª Armata italiana.
In realtà, fin dal 1º gennaio 1941, la Western Desert Force aveva ufficialmente cessato di esistere, e le truppe del generale O'Connor erano state raggruppate in un nuovo comando operativo denominato XIII Corpo d'armata, ora dipendente direttamente dal Comando del Medio Oriente del generale Archibald Wavell, dopo lo scioglimento del fantomatico comando della inesistente Armata del Nilo del generale Maitland Wilson.

### Ritirata in Cirenaica

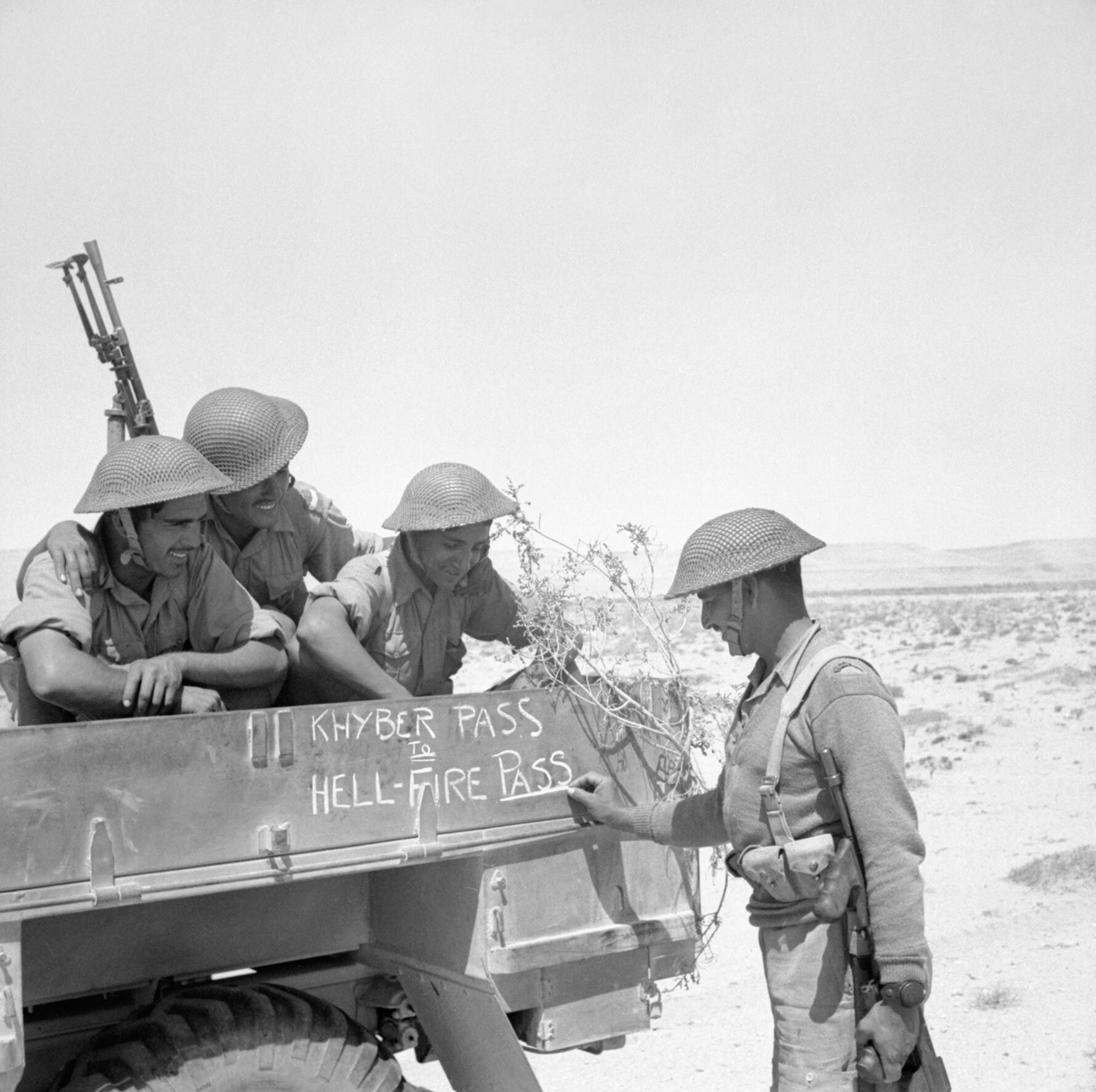
Soldati della 4ª Divisione anglo-indiana durante la Operazione Battleaxe del giugno 1941.

Dopo la vittoriosa conclusione della campagna in Cirenaica con la Battaglia di Beda Fomm, il XIII corpo d'armata del generale O'Connor venne disattivato e le forze stazionanti nel territorio conquistato vennero subordinate ad un nuovo "Comando Cirenaica" guidato dal tenente generale Philip Neame che subì nell'aprile 1941 una grave sconfitta di fronte alla imprevista controffensiva delle forze italo-tedesche del generale Rommel. Tutta la Cirenaica venne di nuovo perduta tranne la fortezza di Tobruk e lo stesso generale Neame venne catturato (insieme ai generali Combe, Gambier-Parry e O'Connor, rimasto al fronte come consigliere di Neame).
Di fronte a questa inattesa sconfitta il Comando Medio Oriente del generale Wavell ricostituì una nuova Western Desert Force (il 14 aprile 1941) affidandone il comando al generale Beresford-Peirse, che combatté le deludenti offensive Brevity e Battleaxe che non riuscirono a sbloccare Tobruk.
Nel settembre 1941, il nuovo Comandante in Capo del Medio Oriente , generale Claude Auchinleck, disattivò definitivamente la Western Desert Force, denominandola nuovamente XIII Corpo d'armata (guidato ora dal generale Godwin-Austen) a cui unì il nuovo e potente XXX Corpo d'armata del generale Willoughby Norrie, per costituire la Ottava armata britannica che avrebbe da quel momento combattuto tutte le aspre battaglie nel deserto fino a El Alamein e alla fine in Tunisia (maggio 1943).

## Comandanti
- Richard O'Connor    dal 17 giugno 1940 al 1º gennaio 1941 	 (Western Desert Force)
- Richard O'Connor    dal 1º gennaio 1941 al 20 febbraio 1941 (XIII Corpo d'armata)
- Philip Neame        dal 20 febbraio 1941 al 7 aprile 1941  (Comando "Cirenaica")
- Noel Beresford-Peirse dal 14 aprile 1941 al 9 settembre 1941 (Western Desert Force)